# Memorial Davide Fardelli
O Memorial Davide Fardelli eram várias competições de ciclismo na especialidade de contrarrelógio individual que se disputavam em Itália na localidade de Rogno, província de Bérgamo (Lombardia), tanto em categoria masculina como feminina para profissionais, juvenis e alevines (6 provas num mesmo dia).
Criaram-se em 2005 de forma amador e as elites (sem limitação de idade) masculinas e femininas subiram em 2007 ao profissionalismo: a masculina ao UCI Europe Tour dos Circuitos Continentais da UCI na categoria 1.2 e a feminina também à categoria 1.2. As juvenis incorporaram-se no 2010 no calendário juvenil internacional, sendo a masculina de categoria 1.1 e a feminina 1.2 depois de ter sido 1.1 em seu primeiro ano nessa categoria não profissional. A suas últimas edições foram em 2012.
O traçado foi o mesmo para todas as categorias sendo de carácter urbano dentro da localidade de Rogno com uns 8 km aproximadamente ao que os alevins dão 1 volta, os juvenis 2 e os profissionais 3.
Estava organizada pelo G.M.S. Associazione Sportiva Dilettantistica.

## Palmarés elite

### Masculino
Em amarelo: edição amador.
| Ano  | Ganhador         | Segundo           | Terceiro          |
| ---- | ---------------- | ----------------- | ----------------- |
| 2005 | Volodymyr Dyudya | Dario Benenati    | Andrea Giuponni   |
| 2006 | Alan Marangoni   | Luca Barla        | Francesco Tomei   |
| 2007 | Luca Dodi        | Enrico Peruffo    | Angelo Pagani     |
| 2008 | Marcel Kittel    | Alan Marangoni    | Adriano Malori    |
| 2009 | Manuele Boaro    | Mateo Mammini     | Alessandro Stocco |
| 2010 | Luke Durbridge   | Eugen Wacker      | Marcel Kittel     |
| 2011 | Anton Vorobev    | Gianluca Leonardi | Luke Durbridge    |
| 2012 | Rohan Dennis     | Damien Howson     | Anton Vorobev     |

### Feminino
Em amarelo: edição amador.
| Ano  | Ganhadora           | Segunda          | Terça             |
| ---- | ------------------- | ---------------- | ----------------- |
| 2005 | Edita Pucinskaite   | Ombretta Ugolini | Rebecca Bertolo   |
| 2006 | Svetlana Bubnenkova | Natala Boyarskya | Anna Zugno        |
| 2007 | Karin Thürig        | Sara Carrigan    | Alison Powers     |
| 2008 | Karin Thürig        | Vicki Whitelaw   | Susanne Ljungskog |
| 2009 | Karin Thürig        | Amber Neven      | Vicki Whitelaw    |
| 2010 | Amber Neben         | Vicki Whitelaw   | Noemi Cantele     |
| 2011 | Judith Arndt        | Emma Pooley      | Amber Neben       |
| 2012 | Edwige Pitel        | Martina Ritter   | Pascale Schnider  |

## Palmarés por países
| País      | Vitórias |
| --------- | -------- |
| Itália    | 3        |
| Austrália | 2        |
| Ucrânia   | 1        |
| Alemanha  | 1        |
| Rússia    | 1        |

| País           | Vitórias |
| -------------- | -------- |
| Suíça          | 3        |
| Lituânia       | 1        |
| Rússia         | 1        |
| Estados Unidos | 1        |
| Alemanha       | 1        |
| França         | 1        |